# Lac Waconichi
Lac Waconichi är en sjö i Kanada.   Den ligger i regionen Nord-du-Québec och provinsen Québec, i den östra delen av landet, 500 km norr om huvudstaden Ottawa. Lac Waconichi ligger 385 meter över havet. Arean är 83 kvadratkilometer. Den sträcker sig 20,1 kilometer i nord-sydlig riktning, och 27,7 kilometer i öst-västlig riktning.
Trakten runt Lac Waconichi är nära nog obefolkad, med mindre än två invånare per kvadratkilometer.